# Charles-Martin Doyen
Pour les articles homonymes, voir Doyen.
Charles-Martin Doyen, né le 21 août 1756 à Paris et mort dans la même ville le 19 juillet 1831, est un banquier et homme politique français.

## Biographie
Charles-Martin Doyen est le fils de Charles-Philippe Doyen, intéressé dans les affaires du roi, et d'Anne-Elisabeth Abraham. Il épouse Mlle Bernard de Coubert, petite-fille de Samuel-Jacques Bernard (1686-1753).

### Carrière financière
Commis à la Caisse du Trésor royal en 1785, il devient caissier général de la Trésorerie nationale en 1791. Après avoir fondé en l'an V avec son associé Durieux une maison de banque à Paris, il s'en sépare pour s'associer avec Charles-Henry-Pierre Tellier au sein de la banque Charles-Martin Doyen et Cie. Administrateur de la Caisse des comptes courants, il devient, lors de son absorption par la Banque de France en février 1800, régent de cette dernière. Il rejoint également les Négociants réunis chargés de trouver des fonds pour le Trésor. Durement touché par la crise financière de 1805-1806, il ne parvient pas à surmonter celle de 1811.
Il est régent de la Banque de France de 1800 à 1806 et membre du Conseil central de la Banque de France de 1801 à 1806.

### Carrière politique
Charles-Martin Doyen est maire du IIIe arrondissement de Paris lorsqu'il est élu, le 6 germinal an X, par le Sénat conservateur député de la Seine au Corps législatif. Il conserve son siège jusqu'à la fin de la législature, le 1er juillet 1807.